# Scipione Pulzone

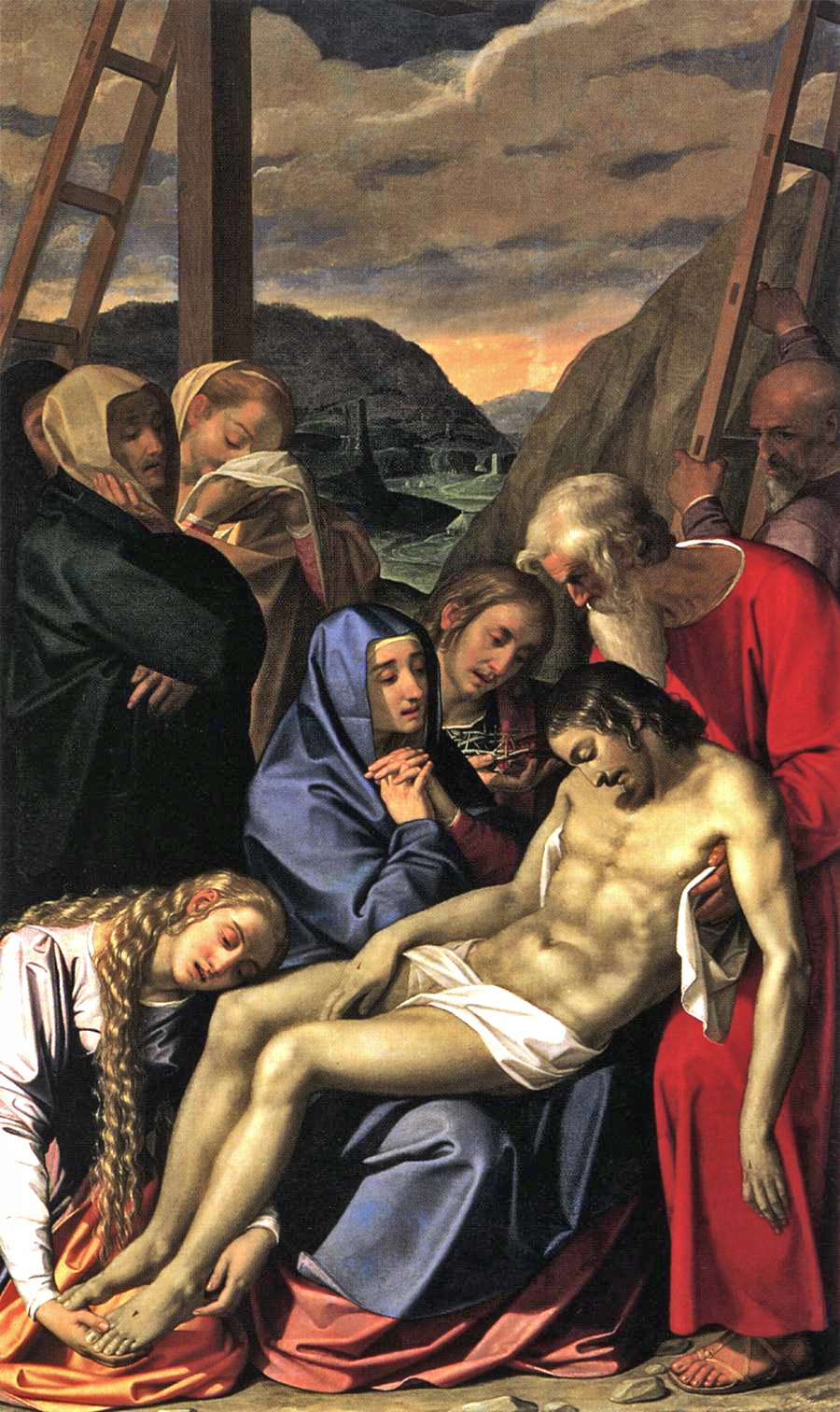
Pietà, Metropolitan Museum, NY).

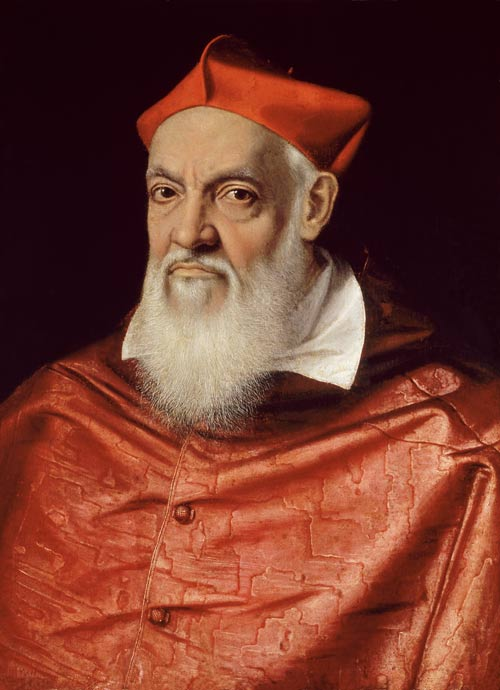
Retrato del Cardenal Giovanni Ricci, Fogg Art Museum.

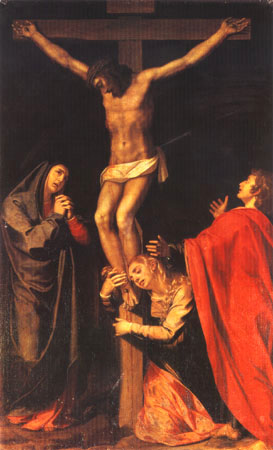
Crucifixión, Santa Maria in Valicella, Roma.

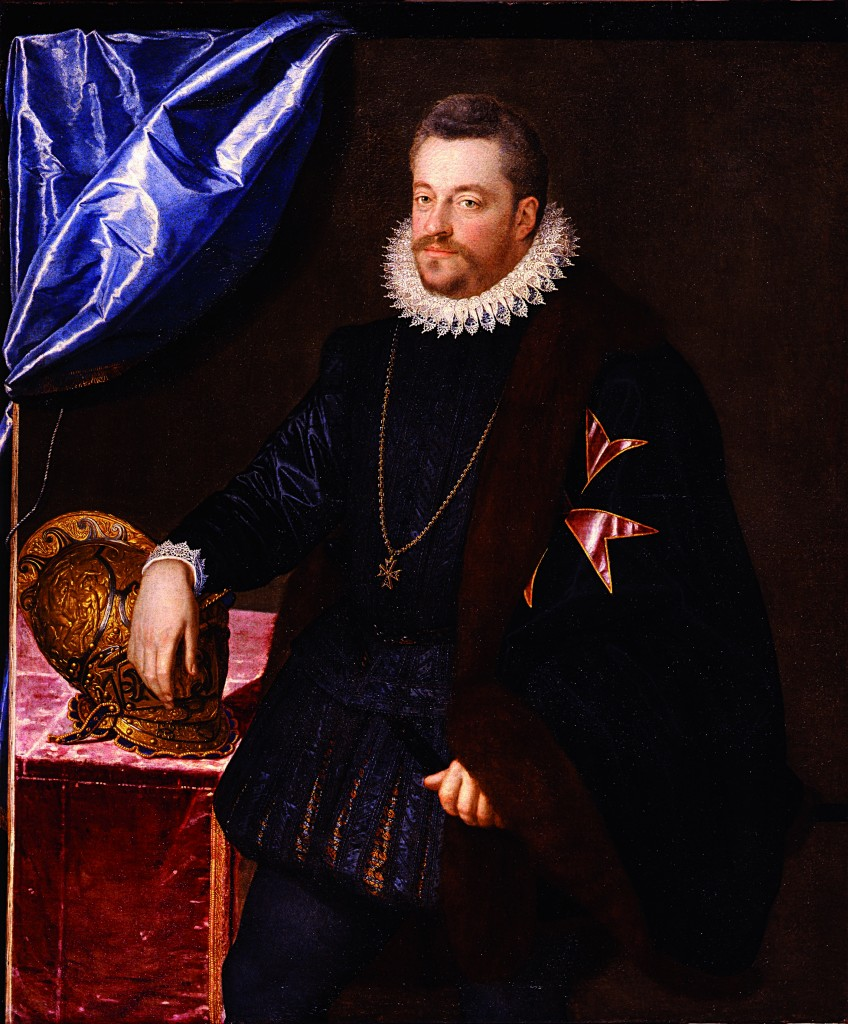
Retrato del gran duque Fernando I de Toscana, Uffizi.

Scipione Pulzone, llamado Il Gaetano (Gaeta, 1544 - Roma, 1 de febrero de 1598), fue un pintor manierista italiano.

## Biografía
Comenzó como alumno del ya anciano Jacopino del Conte, aunque pronto prefirió tomar como referentes de su arte a personalidades como Girolamo Muziano o Siciolante. Su gusto por los efectos descriptivos le llevó a estudiar los modelos flamencos (parece que conoció la obra de Antonio Moro) y venecianos, de los que extrajo una rica paleta de colores. Sin embargo, fue en Rafael donde encontró lo que buscaba: contornos definidos y claridad esquemática. Pulzone llegó incluso un paso más allá. Su arte recuerda sobre todo al Rafael más temprano, el que nos remite al estilo de un Perugino o un Domenico Ghirlandaio. Es por ello que su arte tiene una buena parte de revisionista, pues sus fuentes no se encuentran en sus inmediatos predecesores, sino en los grandes maestros del último Quattrocento.
En 1584 Pulzone viajó a Nápoles y Florencia. En esta última ciudad entró en contacto con artistas locales de sensibilidad similar a la suya y, por extensión, con la obra de Andrea del Sarto, de la que dichos pintores bebían directamente. Su Asunción de la Virgen, en San Silvestro al Quirinale (1585) refleja bien dicha influencia.
A partir de 1588, Scipione colabora en la decoración de la iglesia romana del Gesú, bajo la dirección de Giuseppe Valeriano. Parece que el dogmatismo de este último no le sentó bien a la obra de Pulzone que, si bien supo atenerse humildemente a los preceptos rígidamente antimanieristas impuestos por Valeriano, a partir de ahora, hará a su arte presa de convencionalismos en gran parte vacíos. Sus obras se harán esquemáticas y reduccionistas, condensando la emoción en unas pocas figuras y huyendo de cualquier sofisticación.

## Valoración artística
Pulzone es el arquetipo del arte contramanierista, expresión artística de la doctrina de la contrarreforma. Fue primordialmente un retratista muy dotado. Sus obras se ciñen de manera sumisa a los dictados de la Iglesia Romana: intenta transmitir emociones sencillas, al alcance del más simple de los espectadores, con una intención didáctica y a veces, con un aire casi artesanal, que prima el arte como vehículo para transmitir una idea, en este caso de tipo religioso, antes que buscar la belleza, el lucimiento del artista o la asunción de retos artísticos.
Aunque gozó de momentos de gran lucidez artística (Crucifixión, en la Chiesa Nuova; Pietà), su obra representa el último estertor de una forma de entender el arte, que pronto cederá el testigo a artistas más innovadores, que serán la punta de lanza de un nuevo estilo. A la cabeza de ellos estará Annibale Carracci.

## Obras destacadas
- Retrato del Cardenal Ricci (1569, Fogg Museum, Cambridge)
- Retrato de Jacopo Buoncompagni (1574, Metropolitan Museum, NY)
- Autorretrato (1574)
- Retrato del Cardenal Santorio (Granvella) (1576, Courtauld Institute, Londres)
- Madre de la Divina Provicencia (1580, Chiesa San Carlo ai Catinari, Roma)
- Retrato de dama (1580-89, The Walters Art Museum, Baltimore)
- Inmaculada Concepción (1581, Capuccini, Ronciglione)
- Retrato de la familia Colonna (1581, Palazzo Colonna, Roma)
- Retrato de Felice Colonna Orsini (Palazzo Colonna, Roma)
- Retrato de Bianca Capello (1584, Kunsthistorisches Museum, Viena)
- Retrato del Cardenal Fernando de Medici (1584, Kunsthistorisches Museum, Viena)
- Retrato de Isabel de Lorena, duquesa de Baviera (Uffizi, Florencia)
- Asunción de la Virgen (1585, San Silvestro al Quirinale, Roma)
- Retrato del Cardenal Alessandrino (1586, Harvard Art Museum)
- Anunciación (1587, Museo di Capodimonte, Nápoles)
- Sagrada Familia (1588-90, Galería Borghese, Roma)
- Crucifixión (1590, Chiesa Nuova, Roma)
- Retrato del gran duque Fernando I de Medici (1590, Uffizi, Florencia)
- Pietà (1591, Metropolitan Museum, New York)
- Retrato de dama (1594, Colección particular)
- Santa Clara (Colegio Corpus Christi, Valencia)
- Retrato de Marcantonio II Colonna (Palazzo Colonna, Roma)